# Carla Marchelli
Carla Marchelli (* 1. April 1935 in Genua) ist eine ehemalige italienische Skirennläuferin. Zusammen mit ihrer älteren Schwester Maria Grazia gehörte sie in den 1950er Jahren zu den besten Fahrerinnen ihres Landes. Zwischen 1954 und 1957 wurde sie dreifache italienische Meisterin in der Abfahrt und im Riesenslalom.
Marchelli stammte aus wohlhabendem Elternhaus und wuchs ursprünglich in der Hafenstadt Genua auf. Bei der Bombardierung der Stadt während des Zweiten Weltkriegs flohen ihre Eltern 1940 mit der gesamten Familie nach Cortina d’Ampezzo. Dort erlernte Marchelli als Jugendliche das Skifahren.
Drei Jahre nach ihrer Schwester wurde sie 1954 im Abfahrtslauf erstmals italienische Meisterin. Zwei weitere Titel im Riesenslalom sicherte sie sich 1955 und 1957. Ihren ersten bedeutenden internationalen Erfolg feierte sie 1956 bei den Olympischen Winterspielen in Cortina d’Ampezzo, als sie in der Abfahrt auf den sechsten Rang fuhr. 1957 gewann sie alle vier Wettbewerbe bei den SDS-Rennen in Grindelwald, ein Jahr später erneut die Abfahrt. Der größte Erfolg ihrer Karriere gelang ihr mit der Bronzemedaille in der Abfahrt bei den Weltmeisterschaften 1958 in Bad Gastein. Marchelli war damit erst die vierte italienische Athletin, die bei Skiweltmeisterschaften eine Medaille erringen konnte. 